# Vertigo occulta
Vertigo occulta е вид коремоного от семейство Vertiginidae.

## Разпространение
Видът е разпространен в САЩ.